# کیم گون وو
کیم گون وو (کره‌ای: 김건우؛ زادهٔ ۱۰ ژانویه ۱۹۹۲) بازیگر و مدل اهل کره جنوبی است. او به خاطر ایفای نقش در مجموعه‌های تلویزیونی کمتر از شیطان، مبارزه برای راهم، ثبت جوانی و افتخار شناخته می‌شود.

## فیلم‌شناسی

### مجموعه تلویزیونی
| سال       | عنوان                     | نقش            | منابع        |
| --------- | ------------------------- | -------------- | ------------ |
| ۲۰۱۷      | مبارزه برای راهم          | کیم تاک سو     | [ ۳ ]        |
| ۲۰۱۸      | زندگی کن                  | کیم هان پیو    | [ ۴ ]        |
| ۲۰۱۸      | کمتر از شیطان             | جانگ هیونگ مین | [ ۵ ]        |
| ۲۰۱۹      | شبح را بگیر               | کیم هی جون     | [ ۶ ]        |
| ۲۰۲۰      | ثبت جوانی                 | پارک دو ها     | [ ۷ ]        |
| ۲۰۲۲      | درامای ویژه کی‌بی‌اس: غریبه | میونگ کی جون   | [ ۸ ]        |
| ۲۰۲۲–۲۰۲۳ | افتخار                    | سون میونگ اوه  | [ ۹ ] [ ۱۰ ] |